# صوماليون في اليمن
الصوماليون في اليمن يشكل السكان الصوماليين في اليمن من مناطق التواجد التاريخي للصومال. يعيش في اليمن حوالي 500 ألف صومالي، منهم 266 ألف لاجئ.

## تاريخ
فر العديد من الصوماليين عبر البحر إلى اليمن خلال الحرب الأهلية الصومالية .

## التركيبة السكانية
يعيش حوالي ربع مليون صومالي في اليمن، يتواجد معظمهم حول مدينة عدن . هناك أيضا البعض في جزيرة سقطرى. يشعر الكثير من الصوماليين في اليمن بترحيب الشعب اليمني. ويتحدث العديد منهم في اليمن الآن اللغة العربية بدلاً من لغتهم الأصلية الصومالية بسبب تغير اللغة وطول فترة إقامتهم فيها .